# Mazdaznan

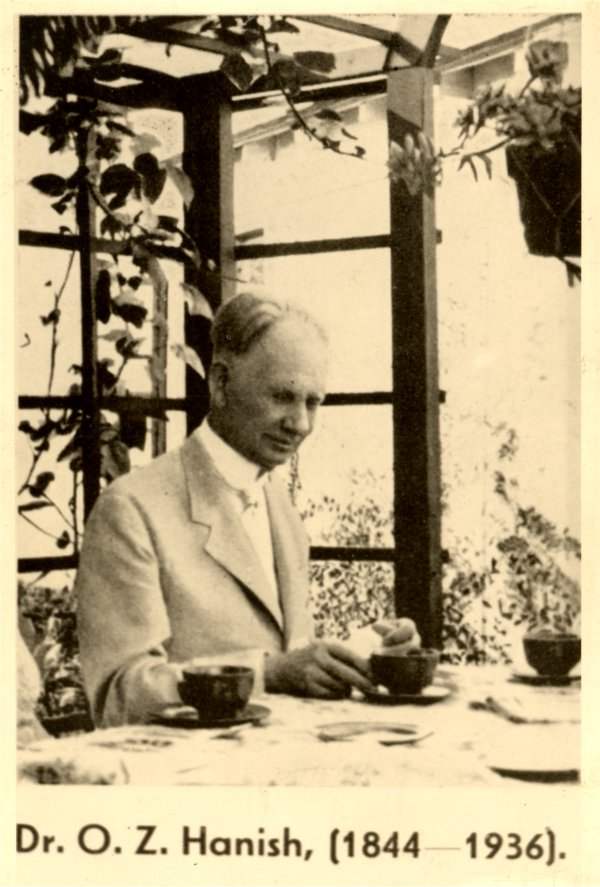
Ernst Otto, zakladatel hnutí

Mazdaznan je esoterické hnutí založené na zarathuštrismu s velkým důrazem na vegetariánství. Založil jej v roce 1917 v Kalifornii Otoman Zar-Adusht Ha'nish, vlastním jménem Ernst Otto Haenisch, přičemž se inspiroval také raným křesťanstvím, například alexandrijskou školou, gnosticismem, frenologií, okultismem a jógou. Klade důraz mravní zdokonalení, abstinenci, včetně sexuální, pacifismus a toleranci, zároveň stojí proti ženské emancipaci – preferuje ženy v jejich tradičních rolích. Hnutí se samo chápe jako elitářské, jeho cílem je sjednocovat nejlepší duchy, nikoliv celé lidstvo.
Mazdaznanstická praxe obsahuje celou řadu dechových i tělesných cvičení a meditací o kterých se věří, že mohou pomoci dosáhnout schopnosti mimosmyslového vnímání, přičemž dechová cvičení převzalo mnoho jiných duchovních skupin v německy mluvící Evropě. Mazdaznanstické představy o jídle a stravování ve své době přitáhly mnoho lékařů a mazdaznanská kuchyně dosáhla rozšíření i mimo samotné hnutí. Cílem mazdaznanu je návrat Země do stavu rajské zahrady kde lidstvo hovoří a spolupracuje s Bohem.
Ve Spojených státech nevzbudilo založení hnutí žádné větší emoce, ale později se v Evropě setkalo s kritikou že nepředstavuje autentickou podobu zarathuštrismu. Kontroverze vzbudilo obvinění z rasismu a antisemitismu, pracuje totiž s konceptem árijské rasy, jako jejíž esenciální představitel je chápán Ježíš Kristus. Přesto však mazdaznanské učení neobsahuje prvky rasové nenávisti či nadřazenosti, jeho představitelé vystupovali proti nacismu a hnutí bylo v roce 1935 v nacistickém Německu zakázáno.
V druhé polovině 20. století hnutí postupně upadalo a k roku 2008 se nijak veřejně neprojevovalo, ačkoliv jeho kalifornská pobočka v Bonitě je stále oficiálně registrována. V Česku existovala dvě organizační centra: pražské a pošumavské sídlící v Klatovech.